# Astrid Thors
Astrid Thors este un om politic finlandez, membru al Parlamentului European în perioada 1999-2004 din partea Finlandei. Din anul 2007 este ministru în al doilea guvern al lui Matti Vanhanen.
1. ↑  Astrid Thors, Česko-Slovenská filmová databáze
2. ↑  Deputații în Parlamentul European